# Earl of Lincoln
Earl of Lincoln ist ein erblicher britischer Adelstitel, der neunmal in der Peerage of England verliehen wurde. Der Titel bezieht sich auf Lincoln Castle und die historische Grafschaft Lincolnshire.

## Verleihungen
Erstmals wurde der Titel 1139 von König Stephan an William d’Aubigny verliehen. Im Verlauf des Bürgerkriegs zwischen König Stephan und Königin Matilda wurde Lincoln Castle im Dezember 1140 durch List von William de Roumare und dessen Halbbruder Ranulph de Gernon, 2. Earl of Chester erobert und König Stephan ernannte William de Roumare zum Earl of Lincoln. Zwei Monate später geriet König Stephan in der Schlacht von Lincoln in Gefangenschaft, bei seiner Freilassung bestätigte auch Königin Matilda den Titel für William de Roumare. William d’Aubigny erhielt um 1141 den Titel Earl of Arundel, ließ sich aber dennoch in Urkunden weiterhin auch Earl of Lincoln nennen. Im Zuge wechselnder Allianzen im Bürgerkrieg entriss König Stephan um 1147 William de Roumare den Besitz Lincolns und ernannte Gilbert de Gant zum Earl of Lincoln. Bei dessen Tod 1156 erlosch sein Titel. 1198 starb auch der Sohn Williams de Roumare, der ebenfalls William hieß, wodurch auch dessen Titel endgültig erlosch.
Am 23. Mai 1217 wurde der Titel in vierter Verleihung an Ranulph de Blondeville, 4. Earl of Chester, verliehen. Bei seinem Tod am 28. Oktober 1232 erlosch der Titel, seine Ländereien in Lincolnshire erbte seine Tochter Hawise of Chester. Am 22. November 1232 wurde der Titel für deren Schwiegersohn John de Lacy, neu geschaffen und erlosch beim Tod von dessen Urenkelin Alice de Lacy, 4. Countess of Lincoln am 2. Oktober 1348.
Am 20. August 1349 wurde der Titel in sechster Verleihung an Henry of Grosmont, 4. Earl of Lancaster verliehen. Am 6. März 1351 wurde er auch zum Duke of Lancaster erhoben. Bei seinem Tod am 13. März 1361 erlosch der Titel Earl of Lincoln, seine übrigen Titel fielen an seinen Schwiegersohn John of Gaunt.
In siebter Verleihung am 13. März 1467 wurde der Titel John de la Pole verliehen. Er war der älteste Sohn und voraussichtliche Erbe des 2. Duke of Suffolk und ein Neffe König Eduard IV. Als er am 16. Juni 1487 in der Schlacht von Stoke kinderlos und noch vor seinem Vater starb, erlosch sein Titel. Am 18. Juni 1525 wurde der Titel für Henry Brandon, einen jüngeren Sohn des 1. Duke of Suffolk, neu geschaffen. Er starb am 1. März 1534 ebenfalls kinderlos und vor seinem Vater, sodass sein Titel erlosch.
Letztmals wurde der Titel am 4. Mai 1572 in neunter Verleihung an Edward Clinton, 9. Lord Clinton verliehen, der von 1550 bis 1554 und von 1558 bis 1585 als Lord High Admiral diente. Der 9. Earl erbte 1768 auch den Titel 2. Duke of Newcastle-under-Lyne. Mit dem Tod des 10. Duke ohne Nachkommen am 25. Dezember 1988 erlosch die Dukewürde, die Earlswürde ging an einen sehr entfernten Verwandten, nämlich dessen Cousin 11. Grades, den Australier Edward Fiennes-Clinton als 18. Earl. Heutiger Titelinhaber ist seit 2001 dessen Enkelsohn Robert Fiennes-Clinton, 19. Earl of Lincoln.

## Liste der Earls of Lincoln

### Earls of Lincoln, erste Verleihung (1139)
- William d’Aubigny, 1. Earl of Arundel, 1. Earl of Lincoln (um 1109–1176) (Lincoln 1140 verloren)

### Earls of Lincoln, zweite Verleihung (um 1141)
- William de Roumare, 1. Earl of Lincoln (1096–1155) (Lincoln 1147 verloren)

### Earls of Lincoln, dritte Verleihung (1147)
- Gilbert de Gant, 1. Earl of Lincoln (1120–1156)

### Earls of Lincoln, vierte Verleihung (1217)
- Ranulph de Blondeville, 4. Earl of Chester, 1. Earl of Lincoln (1172–1232)

### Earls of Lincoln, fünfte Verleihung (1232)
- John de Lacy, 1. Earl of Lincoln (1192–1240)
- Edmund de Lacy, 2. Earl of Lincoln (1230–1257)
- Henry de Lacy, 3. Earl of Lincoln (1251–1311)
- Alice de Lacy, 4. Countess of Lincoln (1281–1348)

### Earls of Lincoln, sechste Verleihung (1349)
- Henry of Grosmont, 1. Duke of Lancaster, 1. Earl of Lincoln (1310–1361)

### Earls of Lincoln, siebte Verleihung (1467)
- John de la Pole, 1. Earl of Lincoln (1462–1487)

### Earls of Lincoln, achte Verleihung (1525)
- Henry Brandon, 1. Earl of Lincoln (1523–1534) (Haus Brandon)

### Earls of Lincoln, neunte Verleihung (1572)
- Edward Clinton, 1. Earl of Lincoln (1512–1585)
- Henry Clinton, 2. Earl of Lincoln (1539–1616)
- Thomas Clinton, 3. Earl of Lincoln (1568–1619)
- Theophilus Clinton, 4. Earl of Lincoln (1600–1667)
- Edward Clinton, 5. Earl of Lincoln († 1692)
- Francis Clinton, 6. Earl of Lincoln (1635–1693)
- Henry Clinton, 7. Earl of Lincoln (1684–1728)
- George Clinton, 8. Earl of Lincoln (1718–1730)
- Henry Pelham-Clinton, 2. Duke of Newcastle, 9. Earl of Lincoln (1720–1794)
- Thomas Pelham-Clinton, 3. Duke of Newcastle, 10. Earl of Lincoln (1752–1795)
- Henry Pelham-Clinton, 4. Duke of Newcastle, 11. Earl of Lincoln (1785–1851)
- Henry Pelham-Clinton, 5. Duke of Newcastle, 12. Earl of Lincoln (1811–1864)
- Henry Pelham-Clinton, 6. Duke of Newcastle, 13. Earl of Lincoln (1834–1879)
- Henry Pelham-Clinton, 7. Duke of Newcastle, 14. Earl of Lincoln (1864–1928)
- Francis Pelham-Clinton-Hope, 8. Duke of Newcastle, 15. Earl of Lincoln (1866–1941)
- Henry Pelham-Clinton-Hope, 9. Duke of Newcastle, 16. Earl of Lincoln (1907–1988)
- Edward Pelham-Clinton, 10. Duke of Newcastle, 17. Earl of Lincoln (1920–1988)
- Edward Fiennes-Clinton, 18. Earl of Lincoln (1913–2001)
- Robert Fiennes-Clinton, 19. Earl of Lincoln (* 1972)

Mutmaßlicher Titelerbe (Heir Presumptive) ist der jüngere Bruder des jetzigen Earls, Hon. William Roy Fiennes-Clinton (* 1980).